# テッド・ジェンセン
テッド・ジェンセン（Ted Jensen、1954年9月19日 - ）は、アメリカ合衆国出身のマスタリング・エンジニア。ニューヨークのスターリング・サウンド（Sterling Sound）所属のチーフエンジニア。現在、業界中で最多のマスタリング要請がある。

## スターリング・サウンド

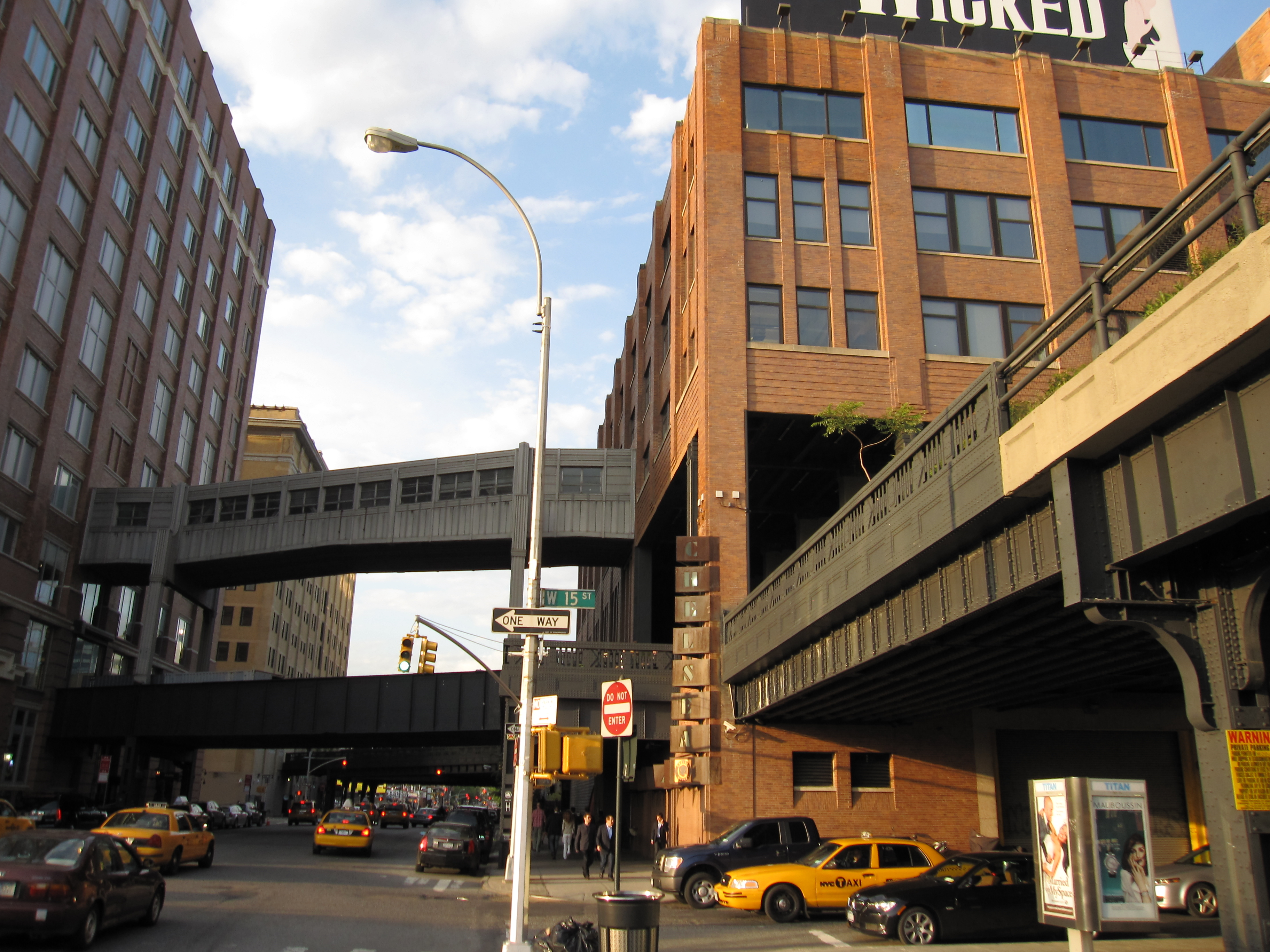
ハイラインとチェルシーマーケット

ジェンセンの所属するスターリング・サウンドは、ニューヨーク市マンハッタン島内のチェルシー界隈に近接し、ハイライン沿いのチェルシーマーケットを内包するブロックに位置する。各エンジニア別の5.1chサラウンドスタジオが3部屋あり、ジェンセンのスタジオにはBowers & Wilkins社製のNautilus 801が5本設置され、それぞれを4台のClassé Audio社製Omega Monoパワーアンプで駆動している。ステレオマスタリングに於ける、スターリング・サウンドの特色としては、独自に開発したアナログマスタリング卓の他、各スタジオにエンジニア別のカスタマイズが施してあり、「アナログ-デジタルの各回路間」、「真空管と半導体のそれぞれのコンプレッサーとイコライザー間」、「各種アナログ-デジタル変換回路間」を自由に行き来し、聴き比べることができる。

## グラミー賞
ジェンセンは、第45回グラミー賞に於いて、マスタリング・エンジニアとしては史上初の最優秀アルバム賞を受賞している。

## ラウドネス・ウォー

音圧高騰の変遷, ビートルズの「サムシング」を例に、1983年以降リリースされたCD4枚の波形比較。

対LPのCD普及率が100%になって以来、マスタリングに於けるダイナミックレンジは、1990年代を期に一気に犠牲の一途を辿り、その商業的大義名分を優先させるあまりマスタリング業界は「ラウドネス・ウォー」の第一線となってきた。2000年代に至っては、その傾向はさらに著しく、高域難聴を訴える若者も急増し、相関性の真偽が検討されている。そういった背景のもと、2008年9月、ジェンセンの手がけたメタリカのアルバム『デス・マグネティック』の全楽曲がCDとギターヒーロー3の配信版とで相互に比較され、話題になった。さらに、メタリカファンのBBSにジェンセンからのコメントが掲載され、CD版のマスタリングに彼自身が満足のいくものではなかった事や、「何らかの形で」このボリューム事情に対抗する良策を祈願する旨が明らかになる。その後、13,000人が、同アルバムのリマスタリングを要請するオンライン・ペティッションに署名を行った。

## 主な参加作

### 洋楽作品
- AC/DC : 『悪事と地獄』 - Dirty Deeds Done Dirt Cheap (1981年)
- アダム・ランバート : 『フォー・ユア・エンターテイメント』 - For Your Entertainment (2009年)
- アヴリル・ラヴィーン : 『グッバイ・ララバイ』 - Goodbye Lullaby (2011年)
- B.B.キング : 『ライヴ・アット・ジ・アポロ』 - Live at the Apollo (1991年)
- ビリー・ジョエル : 『ストレンジャー』 - The Stranger (1977年)
- ビョーク : 『ヴォルタ』 - Volta (2006年)
- ブリンク 182 : California (2016年)
- ボン・ジョヴィ : 『バウンス』 - Bounce (2002年)
- シカゴ : 『シカゴ13』 - Chicago 13 (1978年)
- シンディ・ローパー : 『アット・ラスト』 - At Last (2003年)
- コールドプレイ : 『ゴースト・ストーリーズ』 - Ghost Stories (2014年)
- ダイアナ・ロス : 『ロス』 - Ross (1978年)
- ドリーム・シアター : 『イメージズ・アンド・ワーズ』 - Images and Words (1992年)
- デュラン・デュラン : 『オール・ユー・ニード・イズ・ナウ』 - All You Need Is Now (2010年)
- イーグルス : 『ホテル・カリフォルニア』 - Hotel California (1977年)
- エリック・クラプトン : 『ジャーニーマン』 - Journeyman (1989年)
- フォリナー : 『ベスト・オブ・フォリナー』 - Records (1982年)
- フランク・シナトラ : 『デュエッツ』 - Duets (1993年)
- グリーン・デイ : 『ウォーニング』 - Warning (2000年)
- ガンズ・アンド・ローゼズ : "Absurd" (2021年) ※シングル
- ジェームス・テイラー : 『ビフォア・ディス・ワールド』 - Before This World (2015年)
- ジェニファー・ロペス : 『J.LO』 - J.Lo (2001年)
- キッス : 『〜エルダー〜 魔界大決戦』 - Music from "The Elder" (1981年)
- コーン : 『ザ・パス・オブ・トータリティ』 - The Path of Totality (2010年)
- マシーン・ヘッド : 『ブラッドストーン・アンド・ダイヤモンズ』 - Bloodstone & Diamonds (2014年)
- マドンナ : 『バーニング・アップ』 - Madonna (1983年)
- マリリン・マンソン : 『メカニカル・アニマルズ』 - Mechanical Animals (1998年)
- マルーン5 : 『イット・ウォント・ビー・スーン・ビフォー・ロング』 - It Won't Be Soon Before Long (2007年)
- マシュー・ウェスト : Into the Light (2012年)
- メガデス : 『スーパー・コライダー』 - Super Collider (2013年)
- メタリカ : 『デス・マグネティック』 - Death Magnetic (2010年)
- マイルス・デイヴィス : 『ドゥー・バップ』 - Doo-Bop (1992年)
- マイク・アンド・ザ・メカニックス : 『ワード・オブ・マウス』 - Word of Mouth (1991年)
- ミューズ : 『ザ・セカンド・ロウ〜熱力学第二法則』 - 2nd Law (2012年)
- マイ・ケミカル・ロマンス : 『メイ・デス・ネヴァー・ストップ・ユー』 - May Death Never Stop You: The Greatest Hits 2001-2013 (2014年)
- ニッケルバック : 『ノー・フィックスド・アドレス』 - No Fixed Address (2014年)
- ノラ・ジョーンズ : 『ノラ・ジョーンズ』 - Come Away with Me
- オフスプリング : 『デイズ・ゴー・バイ』 - Days Go By (2012年)
- ポール・マッカートニー : 『NEW』 - New (2013年)
- ポール・サイモン : 『ワン・トリック・ポニー』 - One-Trick Pony (1980年)
- パット・メセニー : 『シークレット・ストーリー』 - Secret Story (1992年)
- プラズマティックス : Metal Priestess (1981年)
- プロコル・ハルム : 『放蕩者達の絆』 - The Prodigal Stranger (1991年)
- R.E.M. : 『アップ』 - Up (1998年)
- リンゴ・スター : 『想い出のリヴァプール』 - Liverpool 8 (2008年)
- ロッド・スチュワート : 『明日へのキック・オフ』 - Foot Loose & Fancy Free (1977年)
- ローリング・ストーンズ : 『女たち』 - Some Girls (1978年)
- サンタナ : 『シャンゴ』 - Shangó (1982年)
- シェリル・クロウ : 『Live at 武道館』 - Live at Budokan (2003年)
- スティクス : 『ピーシズ・オブ・エイト - 古代への追想』 - Pieces of Eight (1978年)
- スリップノット : 『アンテナズ・トゥ・ヘル』 - Antennas to Hell (2012年)
- Sum 41 : 『スクリーミング・ブラッディ・マーダー』 - Screaming Bloody Murder (2011年)
- ティアーズ・フォー・フィアーズ : 『ザ・ティッピング・ポイント』 - The Tipping Point (2022年)
- トーキング・ヘッズ : 『スピーキング・イン・タングズ』 - Speaking in Tongues (1983年)
- ポリス : 『ゴースト・イン・ザ・マシーン』 - Ghost in the Machine (1981年)
- トキオ・ホテル : Scream (2007年)
- TOTO : 『タンブ』 - Tambu (1995年)
- アンダーオース : 『ロスト・イン・ザ・サウンド・オブ・セパレイション』 - Lost in the Sound of Separation (2008年)
- ウィーザー : 『エヴリシング・ウィル・ビー・オールライト・イン・ジ・エンド』 - Everything Will Be Alright in the End (2014年)
- ザ・フー : 『フェイス・ダンシズ』 - Face Dances (1981年)

### 邦楽作品
- イエロー・マジック・オーケストラ : 『UC YMO』 (2003年)
- 石野卓球 : 『The Rising Suns』 (2004年)
- 井上陽水 : 『YOSUI BOX Remastered』 (2017年)
- UVERworld : 『LAST』 (2009年)
- 宇多田ヒカル : 『First Love』 (1999年)
- 大江千里 : 『Giant Steps』 (1994年)
- the GazettE : 『DOGMA』 (2015年)
- Coldrain : 『The Revelation』 (2013年)
- 久保田利伸 : 『BUMPIN' VOYAGE』 (1995年)
- 倉木麻衣 : 『Mai Kuraki Single Collection 〜Chance for you〜』（Disc-2のみ）(2019年)
- 斉藤和義 : 『45 Stones』 (2010年)
- サカナクション : 『月の椀』 (2015年)
- 坂本龍一 : 『BTTB』 (1998年)
- サザンオールスターズ : 『葡萄』 (2015年)
- 佐野元春 : 『MOTOHARU SANO THE COMPLETE ALBUM COLLECTION 1980-2004』 (2021年)
- シド : 『レイン』 (2010年)
- Supercell : 『ZIGAEXPERIENTIA』 (2013年)
- CHAGE and ASKA : 『DOUBLE』 (2007年)
- TK from 凛として時雨 : 『unravel』 (2014年)
- 東京スカパラダイスオーケストラ : 『Walkin'』 (2012年)
- 浜田省吾 : 『Journey of a songwriter 〜 旅するソングライター』 (2015年)
- bank band : 『沿志奏逢4』 (2021年)
- VAMPS : 『Bloodsuckers』 (2014年)
- BABYMETAL : 『LIVE AT BUDOKAN 〜RED NIGHT〜』 (2015年)
- 布袋寅泰 : 『STILL ALIVE』 (2010年)
- 松任谷由実 : 『YUMING SPECTACLE SHANGRILA 1999』 (2004年)
- Mr.Children : 『REFLECTION』 (2015年)
- 宮本浩次 : 『冬の花』 (2019年)
- 矢野顕子 : 『ホントのきもち』 (2004年)
- ゆず : 『BIG YELL』 (2018年)
- 吉井和哉 : 『Blue Apples ～Born Again～』 (2012年)
- 米津玄師 : 『Lemon』 (2018年)
- 渡辺美里 : 『Lovin' you -30th Anniversary Edition-』 (2016年)
- 渡辺美里: 『Sweet 15th Diamond』 (2000年)
- ONE OK ROCK : 『35xxxv』 (2015年)
- BOØWY : 『BOØWY+1』 (2015年)
- 上杉昇 : 『世界が終るまでは… (2022ver.) 』(2022年)